# Hersey (Maine)
Hersey és una població dels Estats Units a l'estat de Maine (EUA). Segons el cens del 2000 tenia 63 habitants.

## Demografia
Segons el cens del 2000, Hersey tenia 63 habitants, 28 habitatges, i 19 famílies. La densitat de població era de 0,6 habitants/km².
Dels 28 habitatges en un 28,6% hi vivien nens de menys de 18 anys, en un 60,7% hi vivien parelles casades, en un 7,1% dones solteres, i en un 32,1% no eren unitats familiars. En el 32,1% dels habitatges hi vivien persones soles el 3,6% de les quals corresponia a persones de 65 anys o més que vivien soles. El nombre mitjà de persones vivint en cada habitatge era de 2,25 i el nombre mitjà de persones que vivien en cada família era de 2,84.
Per edats la població es repartia de la següent manera: un 25,4% tenia menys de 18 anys, un 6,3% entre 18 i 24, un 27% entre 25 i 44, un 33,3% de 45 a 60 i un 7,9% 65 anys o més.
L'edat mediana era de 38 anys. Per cada 100 dones de 18 o més anys hi havia 104,3 homes.
La renda mediana per habitatge era de 22.500 $ i la renda mediana per família de 28.750 $. Els homes tenien una renda mediana de 29.688 $ mentre que les dones 15.000 $. La renda per capita de la població era de 9.425 $. Entorn del 10% de les famílies i el 10,4% de la població estaven per davall del llindar de pobresa.